# Poznań Górczyn
Poznań Górczyn – stacja kolejowa na poznańskim Górczynie. Wybudowana została w roku 1870 jako Poznań Święty Łazarz. W latach 20. XX wieku planowano przemianowanie stacji na Poznań Południowy. W 1976 stacja przeszła gruntowną przebudowę. W bezpośrednim sąsiedztwie stacji znajduje się Wiadukt Kosynierów Górczyńskich w ciągu ulicy Głogowskiej (DW196) oraz, w pobliżu, pętla tramwajowa i dworzec autobusowy Górczyn PKM.

## Ruch pasażerski[3]
| Rok  | Wymiana pasażerska na dobę |
| ---- | -------------------------- |
| 2017 | 700-999                    |
| 2018 | 700-999                    |
| 2019 | 700-999                    |
| 2020 | 500-699                    |
| 2021 | 300-499                    |
| 2022 | 300-499                    |
| 2023 | 300-499                    |